# 中崎 (大阪市)
中崎（なかざき）は、大阪府大阪市北区の町名。現行行政地名は中崎一丁目から中崎三丁目。

## 地理
大阪市北区の東部に位置する。西は中崎西と万歳町、南は扇町、北は本庄西、東は浮田・黒崎町・山崎町とそれぞれ接する。
地内の中央部を東西に都島通が通り、都島通より南側が一丁目、北側が二丁目となっている。地下鉄谷町線の中崎町駅があり、西隣の中崎西と共に、両地域を「中崎町」と総称される。

## 歴史
大半がもと西成郡本庄村の一部にあたる。のちの境界変更により、もと同郡南浜村・北野村の各一部も含んでいる。
1889年（明治22年）の町村制施行により、西成郡本庄村・南浜村・北長柄村・南長柄村・国分寺村が合併して豊崎村が発足。1897年（明治30年）の大阪市第一次市域拡張の際に、豊崎村の南部が大阪市北区へ編入された。1900年（明治33年）の大字改編により、本庄浮田町・本庄黒崎町・本庄中野町・本庄葉村町・本庄横道町・本庄東権現町・本庄西権現町の町名が誕生。この時の本庄中野町・本庄葉村町・本庄横道町の東部が現在の中崎、本庄東権現町が現在の中崎西におおむね該当する。
1924年（大正13年）に「本庄」の冠称を廃し、同時に行われた境界変更と大字改編により、浮田町・黒崎町・中崎町・葉村町・山崎町・万歳町・舟場（ふなば）町・道本（みちもと）町・鶴野町に改称された。1978年（昭和53年）に境界変更と現行住居表示を実施し、現在に至る。
昭和初期（推定1930年代）には浮田と中崎の境を井路川という細かい川が流れていた。どぶ川のような川であったが当時は魚が釣れていた。当時の中崎西の北部は舟場町と呼ばれ堀川からの支流がこの辺りまで入り込んでいたと思われる。今の堂山町の辺りに、北野青物市場という野市があり、そこへ品物を運ぶための荷積場が舟場町に存在した。

## 世帯数と人口
2019年（平成31年）3月31日現在の世帯数と人口は以下の通りである。
| 丁目       | 世帯数    | 人口    |
| ---------- | --------- | ------- |
| 中崎一丁目 | 741世帯   | 1,086人 |
| 中崎二丁目 | 660世帯   | 1,037人 |
| 中崎三丁目 | 486世帯   | 776人   |
| 計         | 1,887世帯 | 2,899人 |

### 人口の変遷
国勢調査による人口の推移。
| 1995年（平成7年）  | 1,719人 | [ 6 ]  |  |
| 2000年（平成12年） | 1,875人 | [ 7 ]  |  |
| 2005年（平成17年） | 2,247人 | [ 8 ]  |  |
| 2010年（平成22年） | 2,613人 | [ 9 ]  |  |
| 2015年（平成27年） | 2,914人 | [ 10 ] |  |

### 世帯数の変遷
国勢調査による世帯数の推移。
| 1995年（平成7年）  | 849世帯   | [ 6 ]  |  |
| 2000年（平成12年） | 944世帯   | [ 7 ]  |  |
| 2005年（平成17年） | 1,237世帯 | [ 8 ]  |  |
| 2010年（平成22年） | 1,648世帯 | [ 9 ]  |  |
| 2015年（平成27年） | 1,803世帯 | [ 10 ] |  |

## 学区
市立小・中学校に通う場合、学区は以下の通りとなる。北区内の全ての市立中学校と、大阪市内の小中一貫校が対象で学校選択が可能（抽選を実施）。
| 丁目       | 番   | 小学校             | 中学校             |
| ---------- | ---- | ------------------ | ------------------ |
| 中崎一丁目 | 全域 | 大阪市立扇町小学校 | 大阪市立天満中学校 |
| 中崎二丁目 | 全域 | 大阪市立扇町小学校 | 大阪市立天満中学校 |
| 中崎三丁目 | 全域 | 大阪市立扇町小学校 | 大阪市立天満中学校 |

## 事業所
2016年（平成28年）現在の経済センサス調査による事業所数と従業員数は以下の通りである。
| 丁目       | 事業所数  | 従業員数 |
| ---------- | --------- | -------- |
| 中崎一丁目 | 127事業所 | 946人    |
| 中崎二丁目 | 81事業所  | 396人    |
| 中崎三丁目 | 71事業所  | 305人    |
| 計         | 279事業所 | 1,647人  |

## 施設

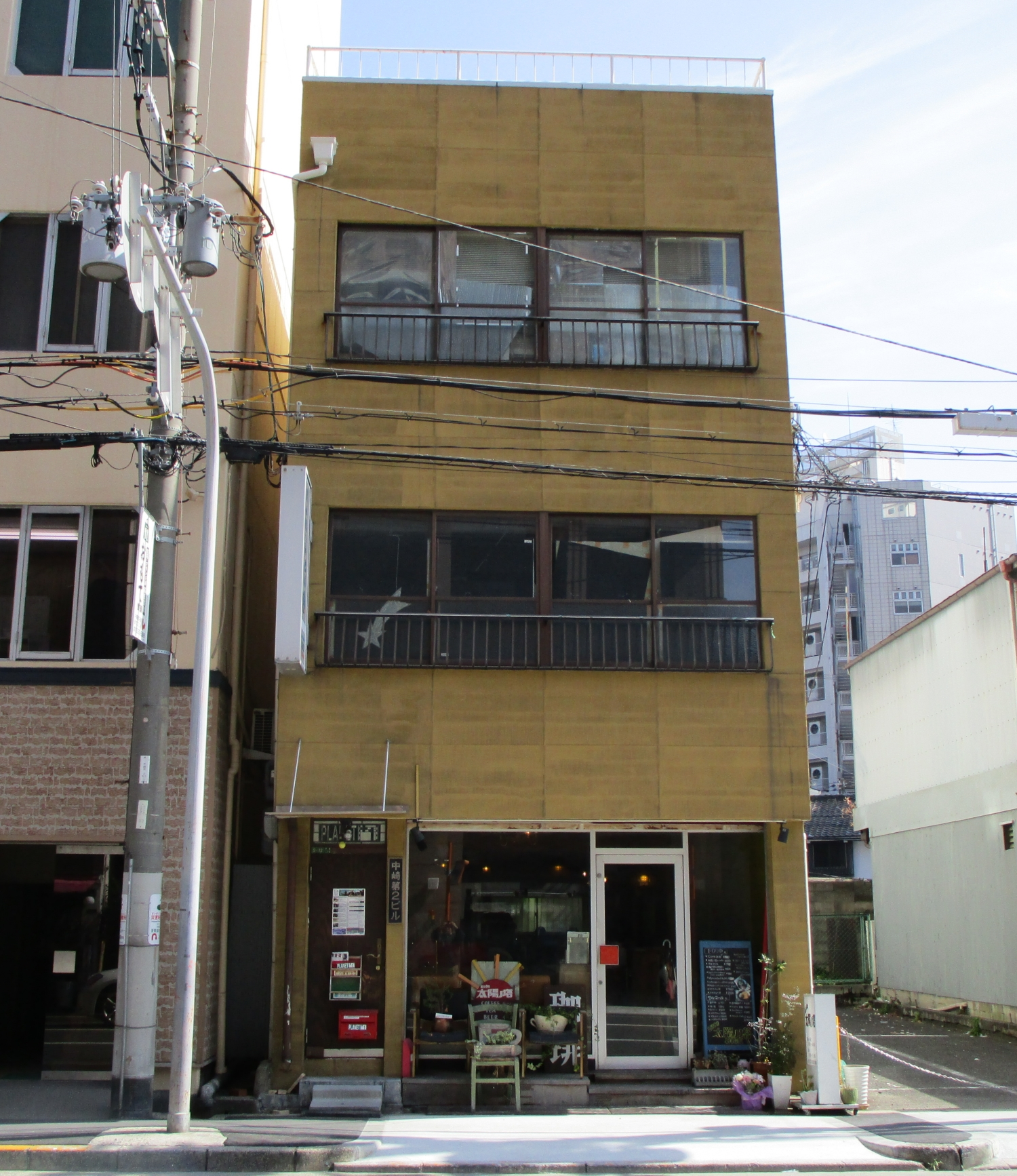
プラネットプラスワン

- 天五中崎通商店街
- 本庄公設市場
- プラネットプラスワン
- 駐大阪韓国文化院
- 協和テクノロジィズ
- 浄方寺（本庄産院跡）

## 交通

### 鉄道
- 大阪市高速電気軌道谷町線「中崎町駅」

### 道路

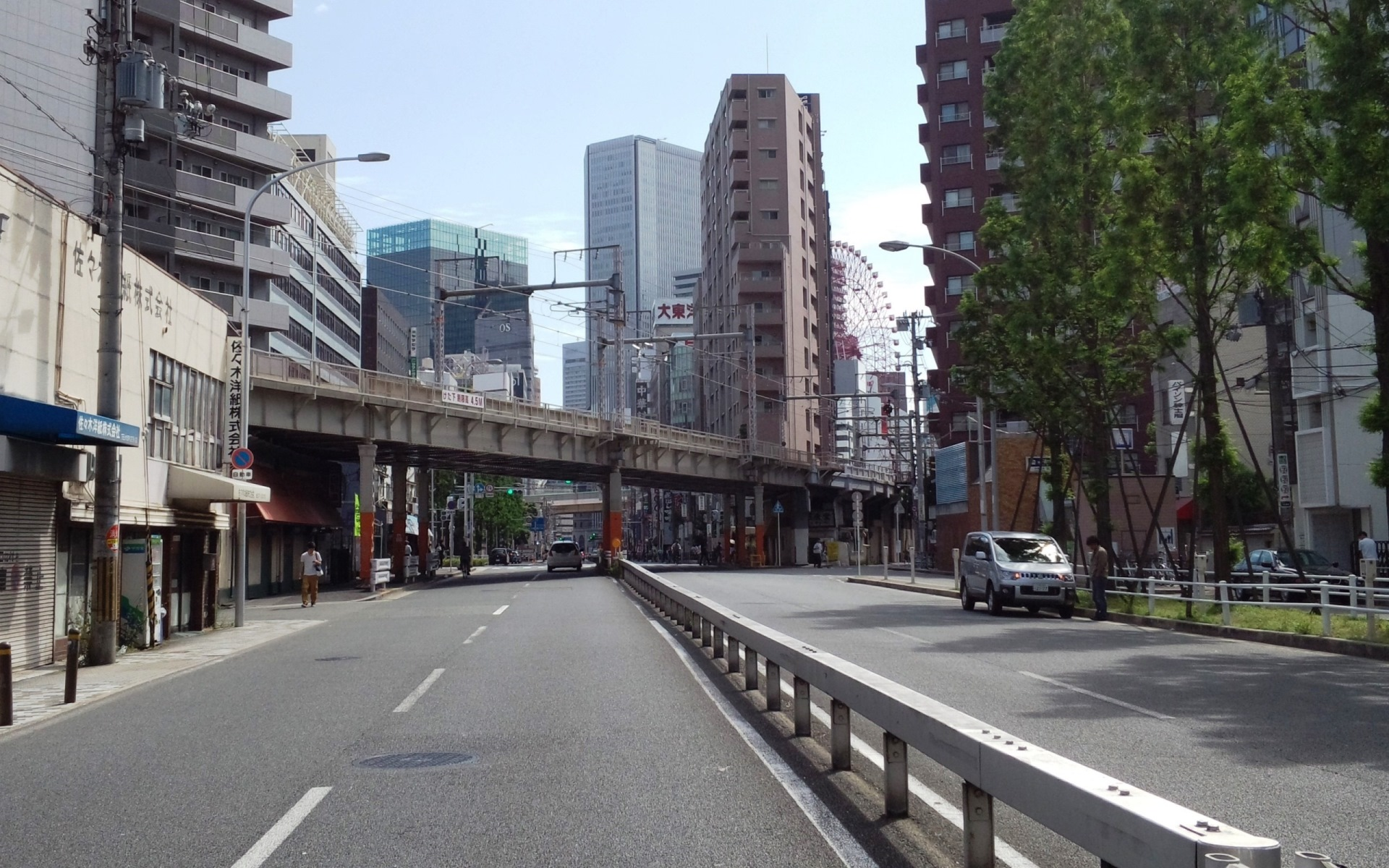
都島通

主要地方道
- 大阪市道大阪環状線（都島通）

## その他

### 日本郵便
- 〒530-0016[3]（集配局：大阪北郵便局[13]）